# Williston (Maryland)
Williston – jednostka osadnicza w Stanach Zjednoczonych, w stanie Maryland, w hrabstwie Caroline.